# Evendale (Ohio)
Evendale ist ein Village mit 3.090 Einwohnern (Volkszählung 2000) in Hamilton County, Ohio, Vereinigte Staaten. Es liegt 18 km nördlich von Cincinnati.

## Geschichte
Im 19. Jahrhundert war Evendale eine Station des Underground Railroad mit dem Sklavenfluchthelfer John Van Zandt.
GE Aviation hat seinen Hauptsitz im Dorf und ist ein sehr wichtiger Arbeitgeber. Das Unternehmen produziert in Evendale seit 1949 Flugzeugtriebwerke, damals das General Electric J47.